# Museo Nacional de Beirut
El Museo Nacional de Beirut (en árabe متحف بيروت الوطني) es el principal museo de arqueología en el Líbano. La colección comenzó después de la Primera Guerra Mundial, y el museo se inauguró oficialmente en 1942. El museo tiene colecciones que suman alrededor de 100,000 objetos, la mayoría de los cuales son antigüedades y hallazgos medievales de excavaciones realizadas por la Dirección General de Antigüedades. Se exhiben alrededor de 1300 artefactos, que van desde la prehistoria hasta el período medieval mameluco.
Durante la Guerra Civil Libanesa de 1975, el museo se situó en la primera línea que separaba a las facciones en guerra. El edificio del Museo del Renacimiento egipcio y su colección sufrieron daños importantes en la guerra, pero la mayoría de los artefactos se salvaron con medidas preventivas de último momento.
Hoy, después de una importante renovación, el Museo Nacional de Beirut ha recuperado su posición anterior, especialmente como un coleccionista líder de objetos fenicios antiguos.

## Historia del museo
Fue inaugurado en 1942. Durante la guerra civil libanesa el edificio del museo sufrió daños considerables, pero se ha podido rescatar la mayor parte de la colección.

## Historia

### Origen
En 1919, un pequeño grupo de artefactos antiguos recogidos por Raymond Weill, un oficial francés estacionado en el Líbano, se exhibió en un museo provisional en el edificio de las Diaconisas de Kaiserswerth en la calle Georges Picot, Beirut.

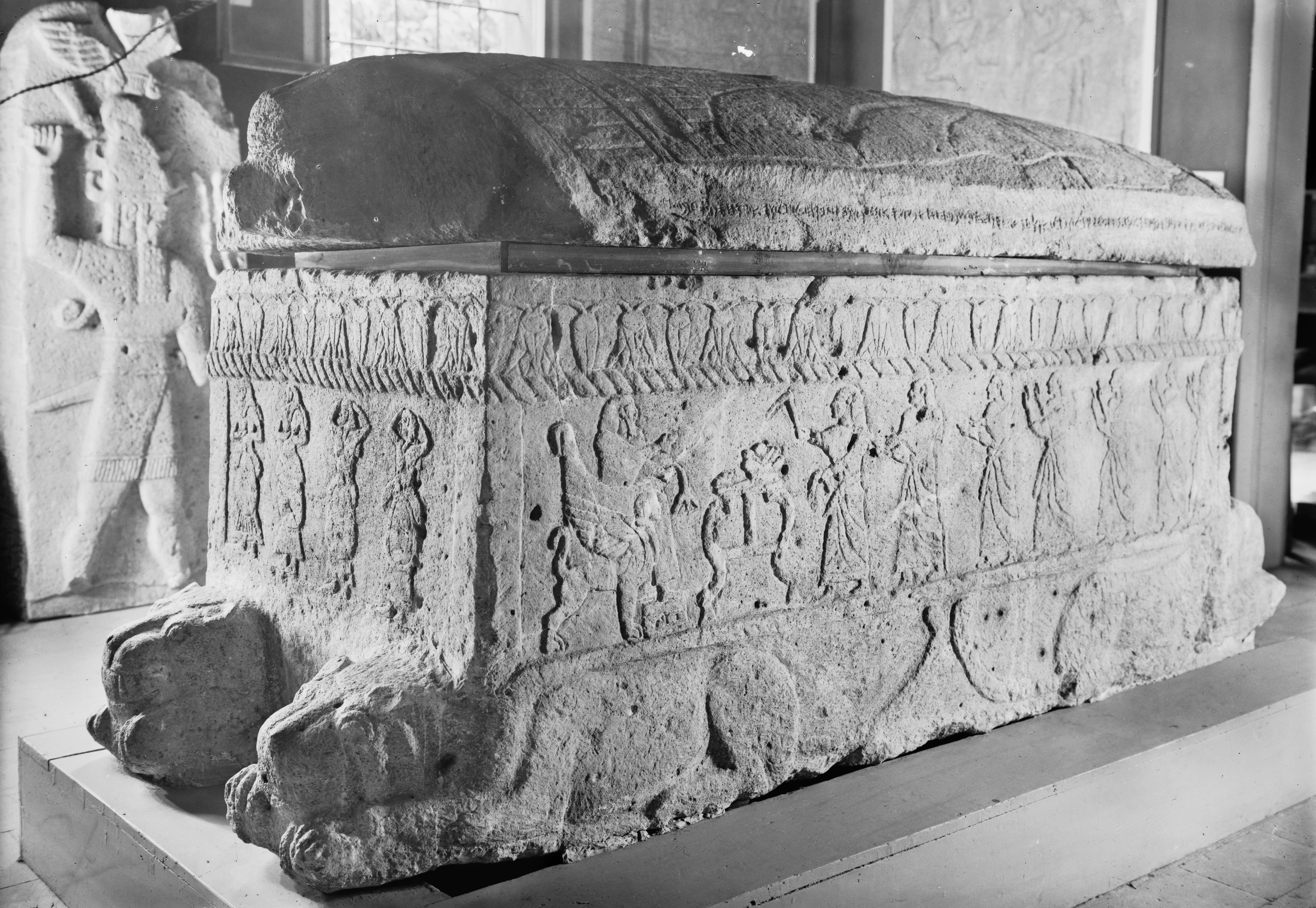
Sarcófago del rey Ahiram

## Arquitectura del museo
El edificio de tres pisos está diseñado por los arquitectos Antoine Nahas y Pierre Leprince Ringuet en estilo neoegipcio y construido en piedra caliza ocre. El espacio de exhibición totaliza 6.000 {\displaystyle \mathrm {m^{2}} }.

## Las piezas más importantes de la colección
La colección incluye piezas encontradas en el territorio libanés desde la Prehistoria hasta el Imperio Otomano.

### Prehistoria
La colección tiene artefactos prehistóricos de las primeras sociedades de cazadores-recolectores que van desde el Paleolítico Inferior al Neolítico, incluyendo puntas de lanza, pedernal, anzuelos y cerámica. Estas piezas fueron encontrados en cuevas y refugios rocosos en todo el territorio libanés.

### Edad de Bronce

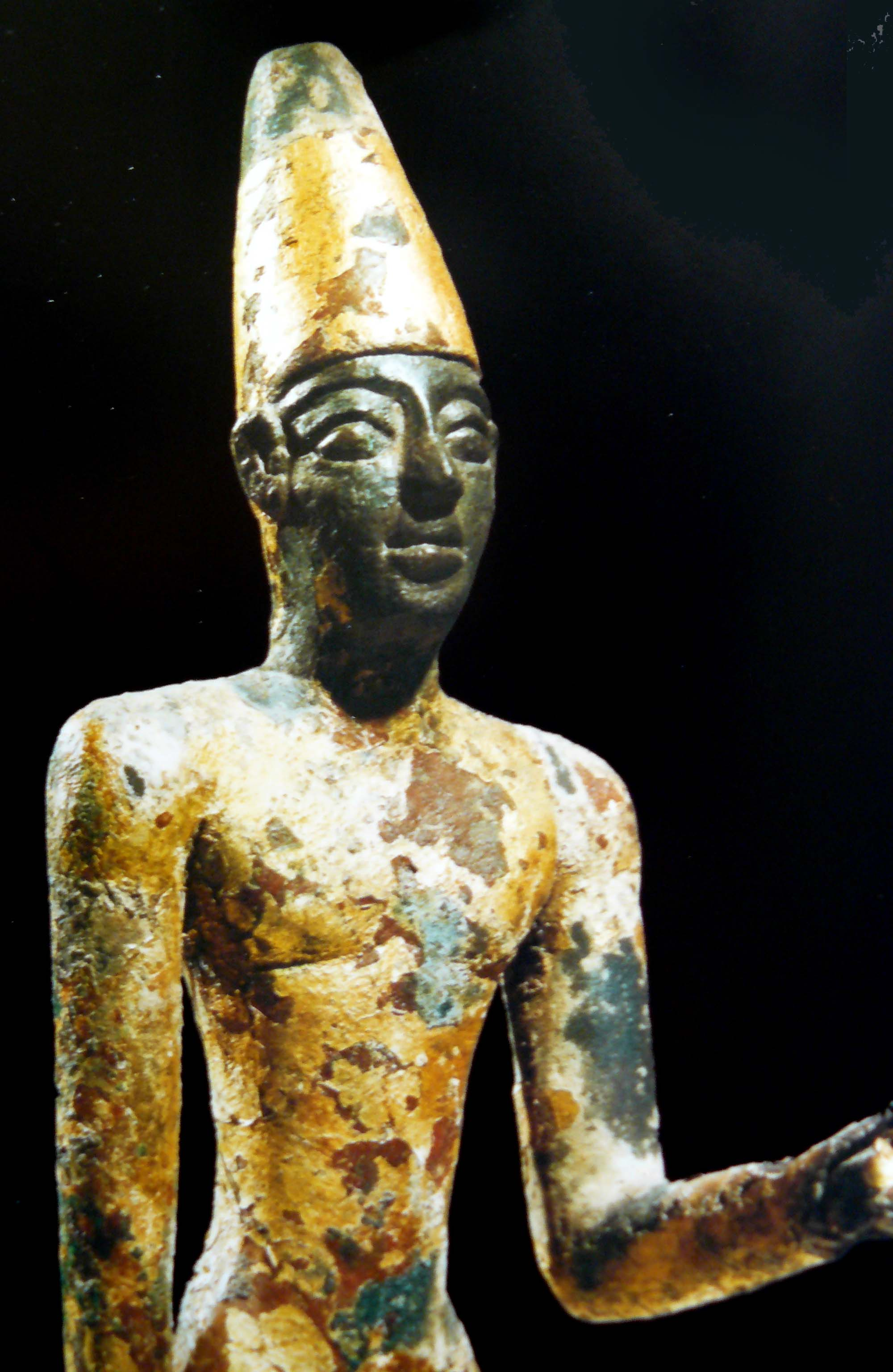
Estatua de Reshef

En la Edad de Bronce (3200-1200 AEC) nacen las primeras aldeas fortificadas del Líbano, se desarrollan las actividades marítimas y la invención del primer alfabeto del mundo en Biblos. Esta colección incluye la obra maestra del museo, el sarcófago de Ahiram, que contiene el texto más antiguo escrito en el alfabeto fenicio.
Detalles de la colección:
- Sarcófago del rey Ahiram: piedra caliza, Necrópolis real de Biblos, siglo X AEC
- Estatuas votivas: bronce dorado, templo de los obeliscos - Biblos, ss. XIX-XVIII AEC.
- Cuchillo decorado: oro y marfil, templo de los obeliscos - Biblos, ss. XIX-XVIII AEC.
- Estatuilla de Reshef: bronce dorado, templo de los obeliscos - Biblos, ss. XIX-XVIII AEC.
- Caja de cosmética con forma de pato: marfil, Sidón, siglo XIV AEC.

### Edad de Hierro

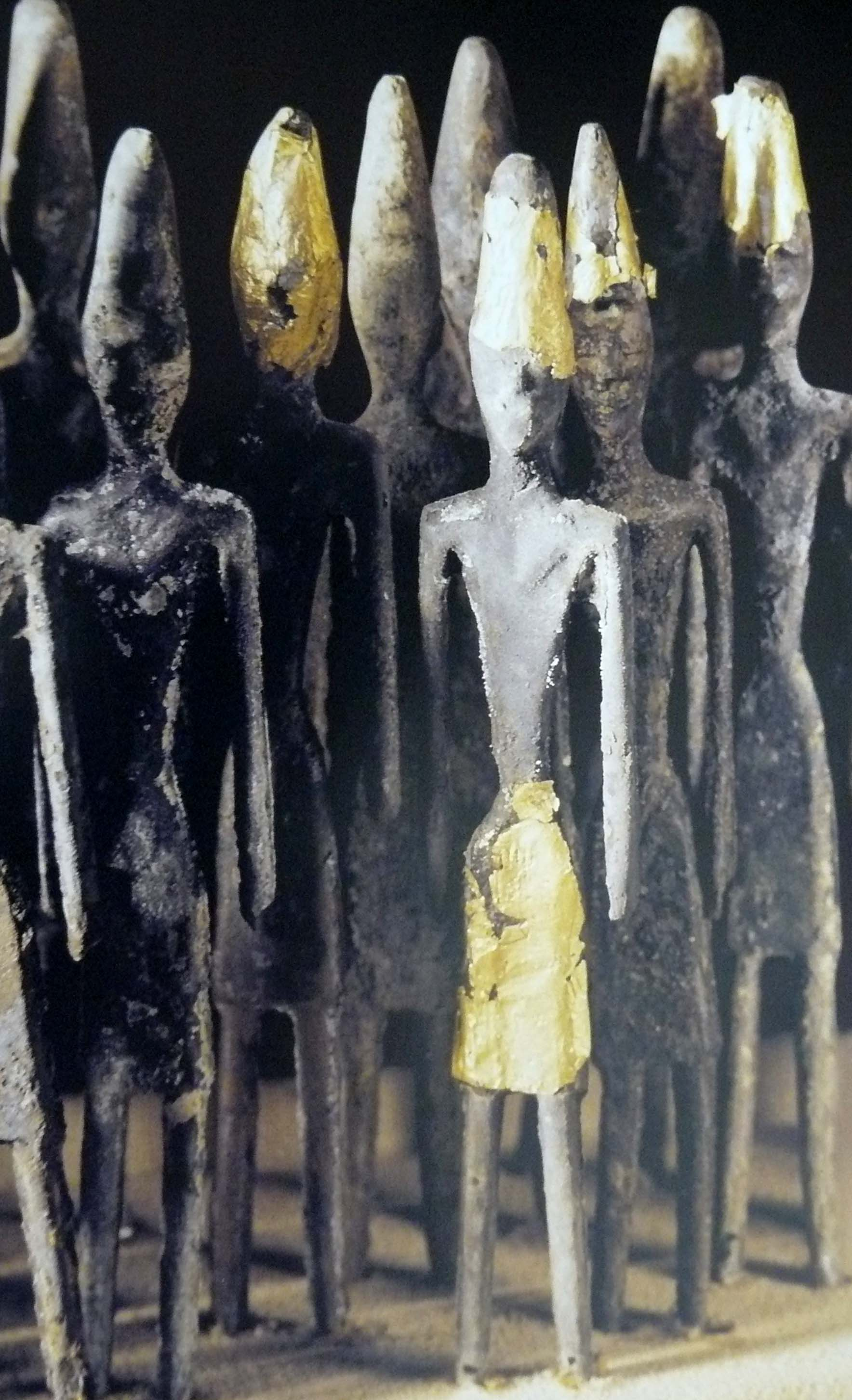
Estatuas votivas

En la Edad de Hierro (1200 - 333 AEC) la civilización fenicia culminó en
su expansión marítima. Después de una era de autonomía, las ciudades-estado fenicios caen sucesivamente bajo dominio de Asiria, imperio babilónico e imperio persa.
Las principales características de las colecciones incluyen:
- La colección Ford de sarcófagos antropoides: mármol, siglo IV AEC[3]
- Estatuas votivas del Templo de Eshmún: mármol, Bustan esh Sheikh, siglo IV AEC

### Período helenístico

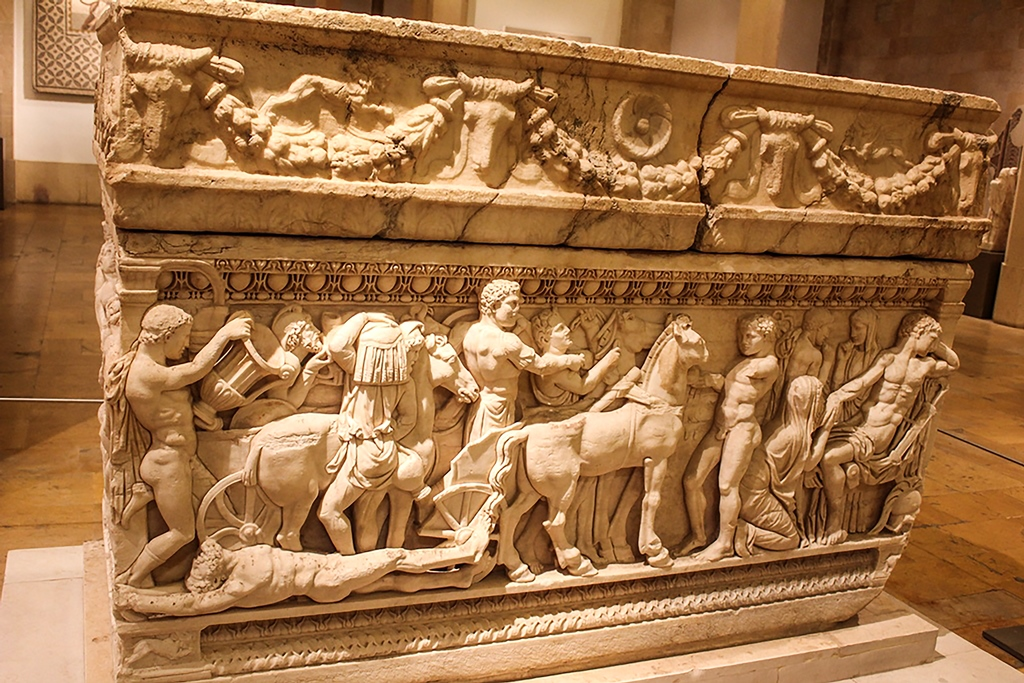
Sarcófago de la leyenda de Aquiles

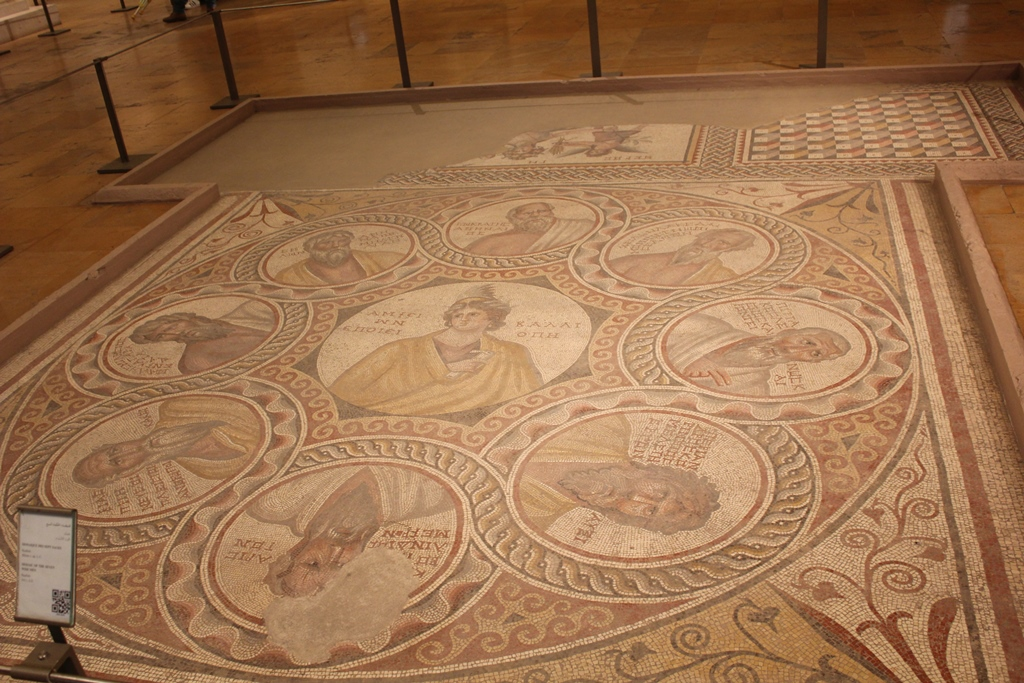
mosaico de los Siete Sabios

La helenización de Fenicia bajo Alejandro Magno, los ptolemeos y los seléucidos incluye un fondo semítico local.
Detalles de la colección:
- Santuario de la tribuna de Eshmun: mármol, Bustan es Sheij (cerca de Sidón), ca. 350 AEC.
- Estatua de Afrodita: mármol, Beirut
- Figuras de dioses griegos: terracota, Kharayeb

### Período romano
La colección de la sección romana (64 AEC - 395 EC) incluye:
- Sarcófago de Aquiles: mármol, Tiro, siglo II EC
- Sarcófago de Cupido borracho: mármol, Tiro, siglo II EC
- Mosaico de secuestro de Europa: Biblos, siglo III EC
- Estatua de Higía: mármol, Biblos EC
- Calíope y el mosaico de los Siete Sabios de Grecia: Baalbeck, siglo III EC
- Busto de Dioniso: mármol, Tiro, siglo III EC

### Período bizantino
Los objetos del período bizantino (395 - 636 EC) incluyen:
- El mosaico "Envidia": Beirut.
- Colección de monedas y joyas.